# Bessastaðir
Bessastaðir är officiellt residens för Islands president, beläget nära Álftanes utanför huvudstaden Reykjavik. 

## Historia
Platsen är känd sedan 1000-talet och den berömde Snorre Sturlasson hade en av sina gårdar på platsen. Efter mordet på Sturlasson övertog norska kronan egendomen och under medeltiden fungerade byggnaden som bostad åt de högsta norska tjänstemännen på ön. När det danska enväldet infördes på 1600-talet var gården den danske kungens viktigaste residens på Island. Dagens huvudbyggnad uppfördes 1761–66 och mellan 1805 och 1846 var Bessastaðir skolhus där många av Islands mest kända personer studerade. Byggnaden förvärvades 1867 av poeten Grímur Thomsen som bodde där i nästan två decennier. 
Sigurður Jónasson Bessastaðir köpte egendomen 1940 och donerade den 1941 till den isländska staten. Sedan införandet av republik 1944 är den residens för Islands president.

## Bilder

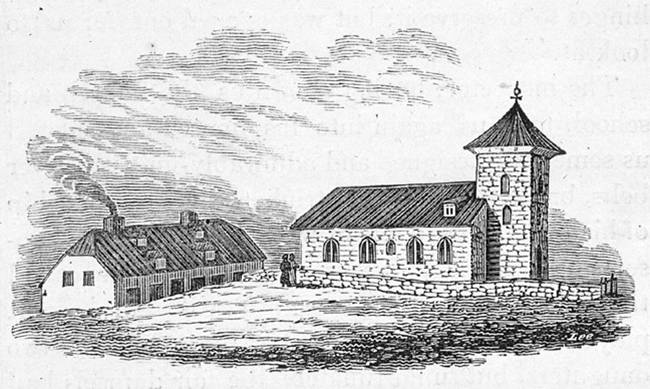
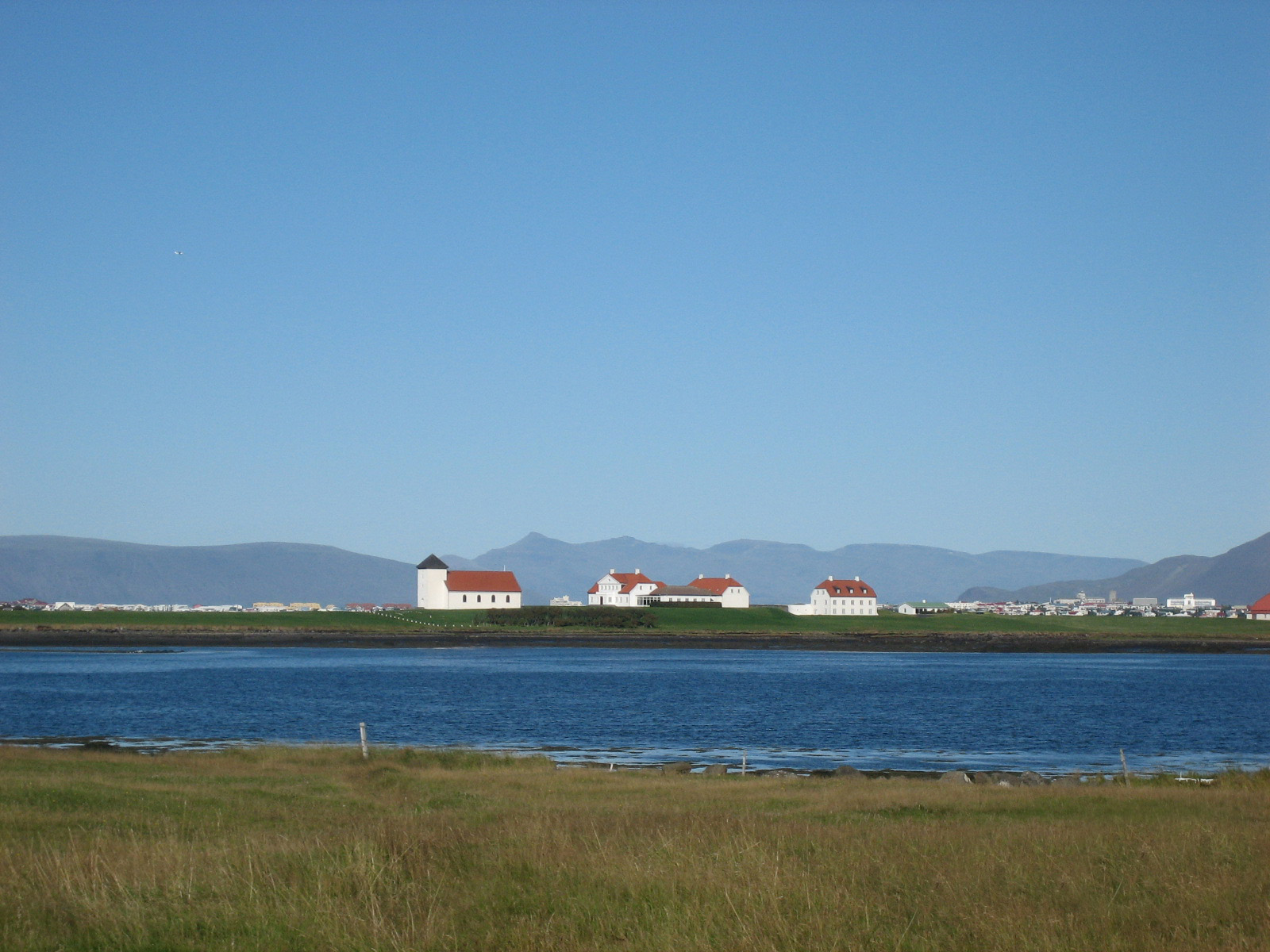
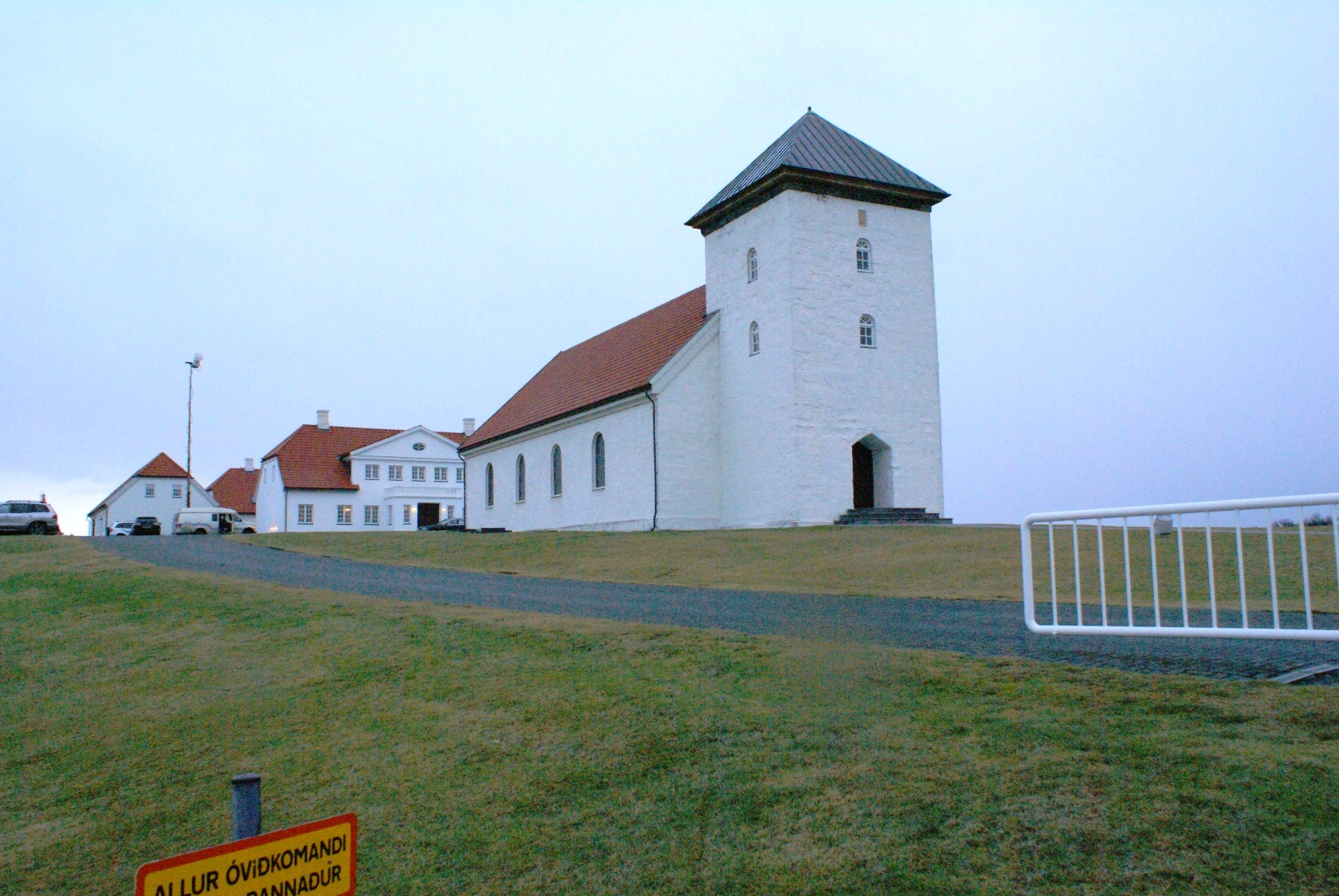
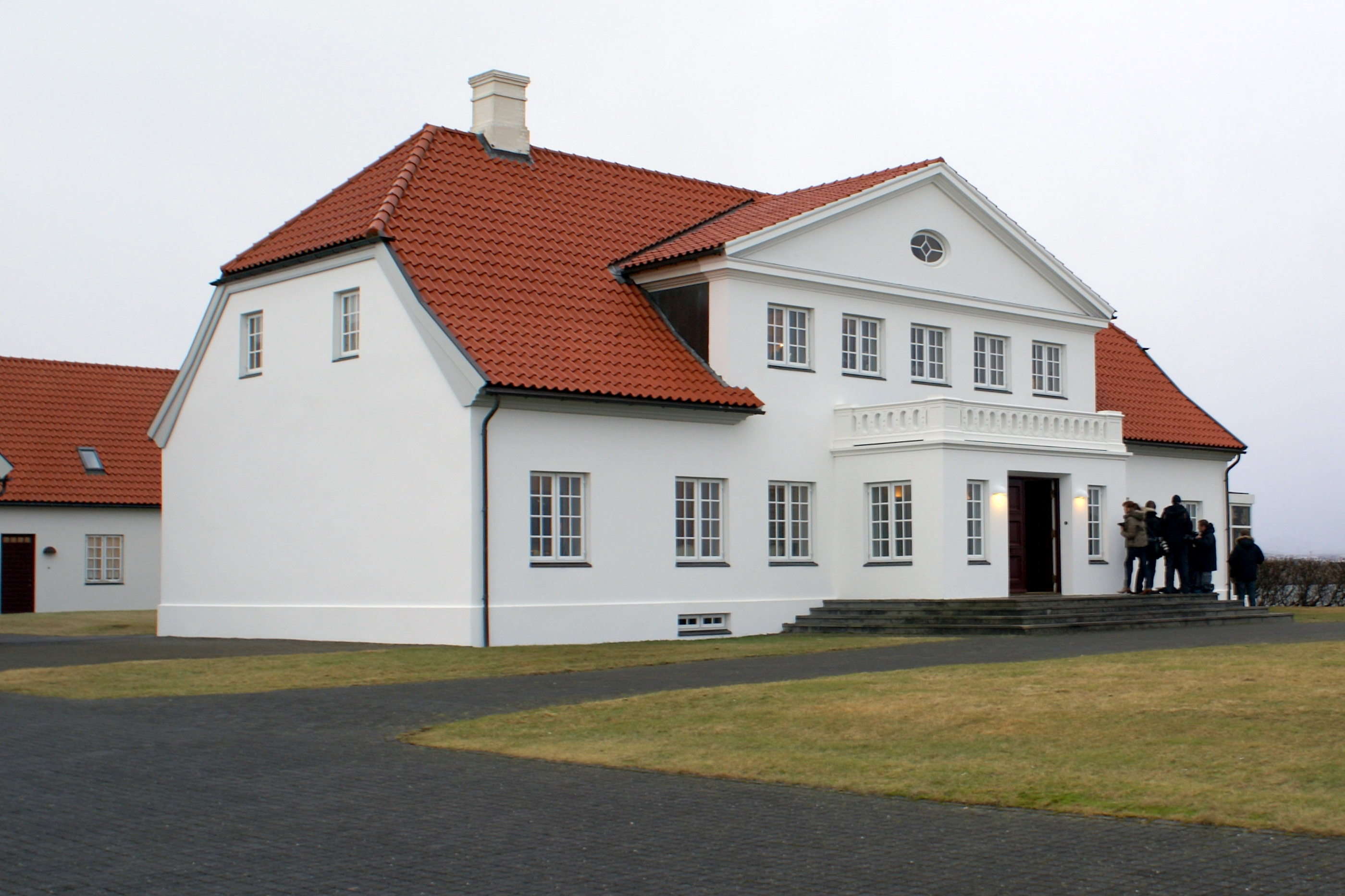